# Zaletta lesmurdiensis
Zaletta lesmurdiensis är en insektsart som beskrevs av Evans 1935. Zaletta lesmurdiensis ingår i släktet Zaletta och familjen dvärgstritar. Inga underarter finns listade i Catalogue of Life.